# Steve Mason
Steve Mason (* 29. května 1988 Oakville, Ontario, Kanada) je bývalý kanadský hokejový brankář.

## Kariéra

### Klubová kariéra
Mason vyrostl v rodném městě Oakville v kanadské provincii Ontario, kde hrál lední hokej až do dorosteneckého věku, kdy se přestěhoval do vyšší úrovně, do klubu Oakville Rangers harjícím v lize OMHA. V roce 2004 byl vybrán v 11. kole Prioritního draftu OHL týmem London Knights. V sezóně 2004-05 vyhrál s klubem Grimsby Peach Kings titul v lize OHA Jr. C.
Steve Mason začal svou juniorskou kariéru v klubu London Knights, v lize Ontario Hockey League. Poté, co odchytal ve své nováčkovské sezóně 12 zápasů, byl v roce 2006 draftován Columbusem Blue Jackets ve 3. kole na celkově 69. místě. Mason začal sezónu 2007-08 v Columbusu, ale do Londonu se vrátil poté co dělal náhradníka ve dvou zápasech NHL. V době, kdy hrál na MS juniorů 2008, byl vyměněn v OHL z Londonu do klubu Kitchener Rangers. Poté, co se vrátil z MS juniorů na kterém s národním týmem Kanady získal zlatou medaili, byl povolán do klubu Blue Jackets, kvůli zdravotním problémům jejich brankářů. Nenastoupil, ale ani v jednom zápase a byl brzy odeslán do Kitcheneru. Před koncem sezóny si Mason zranil koleno, ale i přesto nastupoval v playoff. Poté, co v prvním kole porazili Plymouth Whalers, podrobil se astroskopické operaci kolene, kvůli čemuž vynechal zbytek playoff včetně Memorial Cupu. Tým nakonec playoff OHL vyhrál i bez Masona, ale v Memorial Cupu byli poraženi týmem Spokane Chiefs.
Před jeho blížící se první sezónou podstoupil druhou operaci kolene, což ho přimělo k tomu, aby vynechal první měsíc ligy American Hockey League, kde měl nastupovat za Syracuse Crunch. Krátce po připojení se k týmu Crunch byl 4. listopadu 2008 povolán do Columbusu, kde nahradil zraněného brankáře Pascala Leclaira. V NHL debutoval 5. listopadu 2008, při porážce 4:5 s Edmontonem Oilers. 22. listopadu 2008 vychytal své první čisté konto v NHL, když chytil všech 15 střel při vítězství 2:0 nad Atlantou Thrashers. Mason pokračoval jako týmová jednička i po návratu Leclaira po zranění a byl vyhlášen nováčkem měsíce listopadu, když si připsal 5 vítězství, 2 porážky a 2 vychytaná čistá konta. Poté, co vychytal 3 čistá konta po sobě proti Philadelphii Flyers, Los Angeles Kings a Anaheimu Ducks byl jmenován i nováčkem prosince. Díky svým výsledkům byl vybrán do sestavy nováčků v utkání NHL YoungStars Game, ale nakonec jej vynechal. Později se ukázalo, že Mason trpěl mononukleózou. 8. února 2009 byl napsán na listinu zraněných. K týmu se vrátil 13. února 2009 a pomohl Blue Jackets k vítězství 3:2 nad Detroitem Red Wings. Po sezóně vyhrál Calder Memorial Trophy pro nejlepšího nováčka sezóny NHL a dostal tak přednost před dalšími kandidáty Krisem Versteegem z Chicaga Blackhawks a Bobby Ryanem z Anaheimu Ducks. Také byl nominován na Vezinovu Trofej pro nejlepšího brankáře sezony NHL společně s Timem Thomasem z Bostonu Bruins a Niklasem Backströmem z Minnesoty Wild. Trofej nakonec vyhrál Tim Thomas. Po sezóně 2017/2018 o něj nebyl zájem na trhu volných hráčů. Mason proto ukončil v devětadvaceti letech hokejovou kariéru a stal se stal ředitelem rozvoje brankářů u Oakville Rangers.

### Reprezentační kariéra
Mason reprezentoval Kanadu do 20 let v osmi utkáních Super Series 2007 proti juniorům Ruska. Později dovedl Kanadu ke zlatým medailím na MS juniorů 2008 v Pardubicích, v České republice. Když ve finále porazili Švédsko 3:2 a Mason byl vyhlášen hráčem zápasu. Také byl jmenován do All-Star Týmu turnaje. Současně byl vyhlášen nejlepším brankářem a nejužitečnějším hráčem šampionátu.
Po jeho prvním ročníku NHL byl pozván na letní soustředění Kanadské reprezentace před Olympijskými Hrami 2010 ve Vancouveru. Nominován, ale nakonec nebyl.

## Individuální úspěchy
- OHL 1. All-Star Team - 2006-07
- OHL Goaltender of the Year - 2006-07
- OHL 2. All-Star Team - 2007-08
- All-Star Tým na MSJ - 2008
- Nejlepší brankář MSJ - 2008
- Nejužitečnější hráč MSJ - 2008
- Člen 3 nejlepších hráčů Kanady na MSJ - 2008
- NHL All-Rookie Team - 2009-10
- Calder Memorial Trophy - 2009-10
- NHL 2. All-Star Team - 2009-10

## Týmové úspěchy
- Zlato na MSJ - 2008
- J. Ross Robertson Cup - 2007-08
- Wayne Gretzky Trophy - 2007-08
- Hamilton Spectator Trophy - 2007-08

## Prvenství
- Debut v NHL – 5. listopadu 2008 (Columbus Blue Jackets proti Edmonton Oilers)
- První inkasovaný gól v NHL – 5. listopadu 2008 (Columbus Blue Jackets proti Edmonton Oilers, kanadským útočníkem Andrew Cogliano)
- První vychytaná nula v NHL – 22. listopadu 2008 (Atlanta Thrashers proti Columbus Blue Jackets)

## Statistiky

### Základní části
| Sezona       | Tým                              | Liga         | Z   | V   | P   | R/Pvp | MIN    | OG    | ČK | POG  | %ChS |
| ------------ | -------------------------------- | ------------ | --- | --- | --- | ----- | ------ | ----- | -- | ---- | ---- |
| 2003–04      | Oakville Rangers Min. Midget AAA | OMHA         | 27  | 22  | 4   | 1     | 1215   | 41    | 5  | 1.58 | —    |
| 2004–05      | Grimsby Peach Kings              | NDJCHL       | 23  | 16  | 5   | 2     | 1239   | 61    | 2  | 2.96 | —    |
| 2005–06      | London Knights                   | OHL          | 12  | 5   | 3   | 0     | 497    | 22    | 0  | 2.66 | .931 |
| 2005–06      | Petrolia Jets                    | WOHL         | 9   | 6   | 3   | 1     | 522    | 22    | 0  | 2.53 | .931 |
| 2006–07      | London Knights                   | OHL          | 62  | 45  | 13  | 4     | 3733   | 199   | 2  | 3.20 | .914 |
| 2007–08      | London Knights                   | OHL          | 26  | 19  | 4   | 3     | 1569   | 73    | 2  | 2.79 | .916 |
| 2007–08      | Kitchener Rangers                | OHL          | 16  | 13  | 3   | 0     | 961    | 33    | 1  | 2.06 | .915 |
| 2008–09      | Syracuse Crunch                  | AHL          | 3   | 2   | 1   | 0     | 184    | 5     | 0  | 1.63 | .937 |
| 2008–09      | Columbus Blue Jackets            | NHL          | 61  | 33  | 20  | 7     | 3664   | 140   | 10 | 2.29 | .916 |
| 2009–10      | Columbus Blue Jackets            | NHL          | 58  | 20  | 26  | 9     | 3201   | 163   | 5  | 3.05 | .901 |
| 2010–11      | Columbus Blue Jackets            | NHL          | 54  | 24  | 21  | 7     | 3027   | 153   | 3  | 3.03 | .901 |
| 2011–12      | Columbus Blue Jackets            | NHL          | 46  | 16  | 26  | 3     | 2534   | 143   | 1  | 3.39 | .894 |
| 2012–13      | Columbus Blue Jackets            | NHL          | 13  | 3   | 6   | 1     | 712    | 35    | 0  | 2.95 | .899 |
| 2012–13      | Philadelphia Flyers              | NHL          | 7   | 4   | 2   | 0     | 378    | 12    | 0  | 1.90 | .944 |
| 2013–14      | Philadelphia Flyers              | NHL          | 61  | 33  | 18  | 7     | 3486   | 145   | 4  | 2.50 | .917 |
| 2014–15      | Philadelphia Flyers              | NHL          | 51  | 18  | 18  | 11    | 2885   | 108   | 3  | 2.25 | .928 |
| 2015–16      | Philadelphia Flyers              | NHL          | 54  | 23  | 19  | 10    | 3150   | 132   | 4  | 2.51 | .918 |
| 2016–17      | Philadelphia Flyers              | NHL          | 58  | 26  | 21  | 8     | 3225   | 143   | 3  | 2.66 | .908 |
| 2017–18      | Winnipeg Jets                    | NHL          | 13  | 5   | 6   | 1     | 685    | 37    | 1  | 3.24 | .906 |
| 2017–18      | Manitoba Moose                   | AHL          | 1   | 1   | 0   | 0     | 64     | 4     | 0  | 3.73 | .818 |
| Celkem v NHL | Celkem v NHL                     | Celkem v NHL | 476 | 205 | 183 | 64    | 26,947 | 1,211 | 34 | 2.70 | .911 |

### Play-off
| Sezona       | Tým                   | Liga         | Z  | V | P | MIN | OG | ČK | POG  | %ChS  |
| ------------ | --------------------- | ------------ | -- | - | - | --- | -- | -- | ---- | ----- |
| 2005–06      | London Knights        | OHL          | 4  | 0 | 1 | 150 | 7  | 0  | 2.80 | .911  |
| 2006–07      | London Knights        | OHL          | 16 | 9 | 7 | 931 | 54 | 0  | 3.48 | .910  |
| 2007–08      | Kitchener Rangers     | OHL          | 5  | 5 | 0 | 313 | 10 | 1  | 1.92 | .946  |
| 2008–09      | Columbus Blue Jackets | NHL          | 4  | 0 | 4 | 239 | 17 | 0  | 4.27 | .878  |
| 2013–14      | Philadelphia Flyers   | NHL          | 5  | 2 | 2 | 244 | 8  | 0  | 1.97 | .939  |
| 2015–16      | Philadelphia Flyers   | NHL          | 3  | 0 | 3 | 176 | 12 | 0  | 4.09 | .852  |
| 2017–18      | Winnipeg Jets         | NHL          | 1  | 0 | 0 | 20  | 0  | 0  | 0.00 | 1.000 |
| Celkem v NHL | Celkem v NHL          | Celkem v NHL | 13 | 2 | 9 | 680 | 37 | 0  | 3.27 | .897  |

### Reprezentace
| Rok                       | Tým                       | Soutěž                    | Z | V | P | R | MIN | OG | ČK | POG  | %ChS |
| ------------------------- | ------------------------- | ------------------------- | - | - | - | - | --- | -- | -- | ---- | ---- |
| 2008                      | Kanada 20                 | MSJ                       | 5 | 5 | 0 | 0 | 303 | 6  | 1  | 1.19 | .951 |
| Juniorská kariéra celkově | Juniorská kariéra celkově | Juniorská kariéra celkově | 5 | 5 | 0 | 0 | 303 | 6  | 1  | 1.19 | .951 |